# Tramwaje w Moûtiers
Tramwaje w Moûtiers − zlikwidowany system komunikacji tramwajowej we francuskim mieście Moûtiers, działający w latach 1899−1929.

## Historia
Tramwaje w Moûtiers uruchomiono 13 września 1899. Linia tramwajowa o długości 6 km połączyła Moûtiers z Brides-les-Bains. Do obsługi linii posiadano 4 wagony silnikowe i 2 doczepne. Wszystkie wagony były dwuosiowe. Linia tramwajowa została zastąpiona przez linię trolejbusową w 1929. Linia tramwajowa była częścią sieci tramwajowej w Chambéry. 